# Adama Koné Clofie
Adama Koné Clofie (ur. 3 listopada 1967) – piłkarz z Wybrzeża Kości Słoniowej występujący na pozycji pomocnika.

## Kariera klubowa
W swojej karierze Koné Clofie występował między innymi w zespołach ASEC Mimosas oraz Africa Sports National.

## Kariera reprezentacyjna
W latach 1993–2000 w reprezentacji Wybrzeża Kości Słoniowej Koné Clofie rozegrał 11 spotkań i zdobył 1 bramkę. W 1994 roku znalazł się w drużynie na Puchar Narodów Afryki. Zagrał na nim w spotkaniu z Mali (3:1, gol), a Wybrzeże Kości Słoniowej zajęło 3. miejsce w turnieju.
W 1996 roku ponownie został powołany do kadry na Puchar Narodów Afryki. Nie wystąpił jednak na nim w żadnym meczu, a Wybrzeże Kości Słoniowej zakończyło turniej na fazie grupowej.